# Peizerhoven
De Peizerhoven is een buurt in de Nederlandse stad Groningen. De wijk ligt tussen het Stadspark, de Buitenhof, de Peizerweg en het dorp Hoogkerk. De buurt werd in 2009 gebouwd op de voormalige erven van de boerderijen Kranenburg en Rozenburg.
De buurt telt vijftig rietgedekte vrijstaande woningen en twee-onder-een-kapwoningen met een jaren-dertig uitstraling verdeeld over vier 'hoven'. De woningen zijn allen aan het water gelegen. 
CiBoGa · Drielanden · De Hoogte · Indische Buurt · De Meeuwen · De Linie · Blauwe Dorp · Rode Dorp · Ter Borch · Van Starkenborgh